# Pawłowicze (obwód brzeski)
Pawłowicze (biał. Паўлавічы; ros. Павловичи) – wieś na Białorusi, w obwodzie brzeskim, w rejonie bereskim, w sielsowiecie Malecz.
Dawniej wieś i folwark. Należały do ekonomii kobryńskiej. W dwudziestoleciu międzywojennym leżały w Polsce, w województwie poleskim, w powiecie prużańskim.
Znajduje się tu przystanek kolejowy Pawłowicze, położony na linii Moskwa - Mińsk - Brześć.